# Vita bergen
Vita Bergen ou Vitabergsparken est un parc du quartier de Södermalm à Stockholm en Suède,

## Description
Vita Bergen est un parc vallonné situé dans la partie orientale du quartier de Södermalm.
La zone est située entre Renstiernas gata, Skånegatan, Barnängsgatan et Malmgårdsvägen.
Le parc dispose d'un théâtre en plein air, d'un parcours pour chiens, d'un pavillon de musique, d'un centre communautaire et d'une aire de jeux.
Le parc est divisé en deux parties. Sur la colline ouest, qui ressemble davantage à un parc, se trouve l'église Sainte-Sophie, entourée de grandes pentes herbeuses. On y trouve la « blomsterberget » (montagne fleurie) et la ferme de Groen située dans l'allée Lilla Mejtens. Sur l'ancien domaine de la ferme, on trouve aujourd'hui des magnolias et une statue à la mémoire d'Elsa Borg, une grande pelouse plate pour jouer et courir, et le Groens boské avec des tilleuls du XVIIIème siècle.
Sur la colline orientale, plus naturelle, se trouvent un théâtre en plein air, un pavillon de musique et une aire de jeux. 
Au milieu du parc se trouve un grand champ de gravier, où se trouve un café depuis 2008 en été. En hiver, la luge est populaire dans certaines parties du parc.
Il y a plusieurs entrées au parc, dont beaucoup sont des escaliers depuis les rues environnantes. L'entrée principale se trouve dans l'allée Lilla Mejtens.
Devant l'église Sophie, on surplombe des petites maisons en bois rouge alignées le long de la rue Bergsprängagränd, l'une des rues de cet ancien quartier d'artisans dont presque toutes les maisons y ont été conservées telles qu'au début du XXème siècle. 
Une grande partie de la zone est une réserve culturelle depuis 1956. 
Vita bergen a reçu son nom actuel en 1967, avant cela le nom était Hvita Berget qui a été confirmé lors de la révision du nom en 1885. 
Dans le langage populaire, la zone est également appelée Vitabergsparken ou Vitan.

## Galerie

Le parc
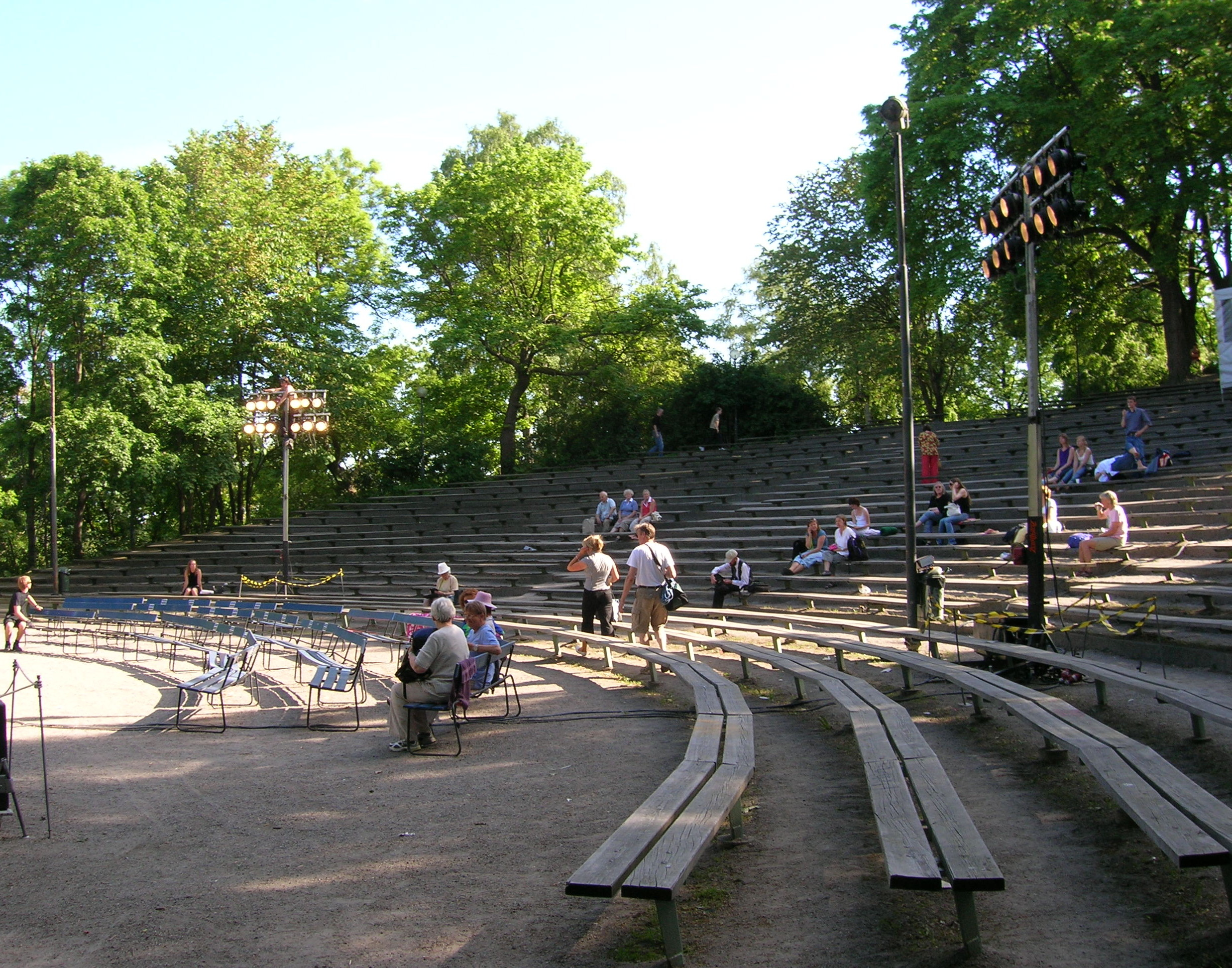
Friluftsteatern.
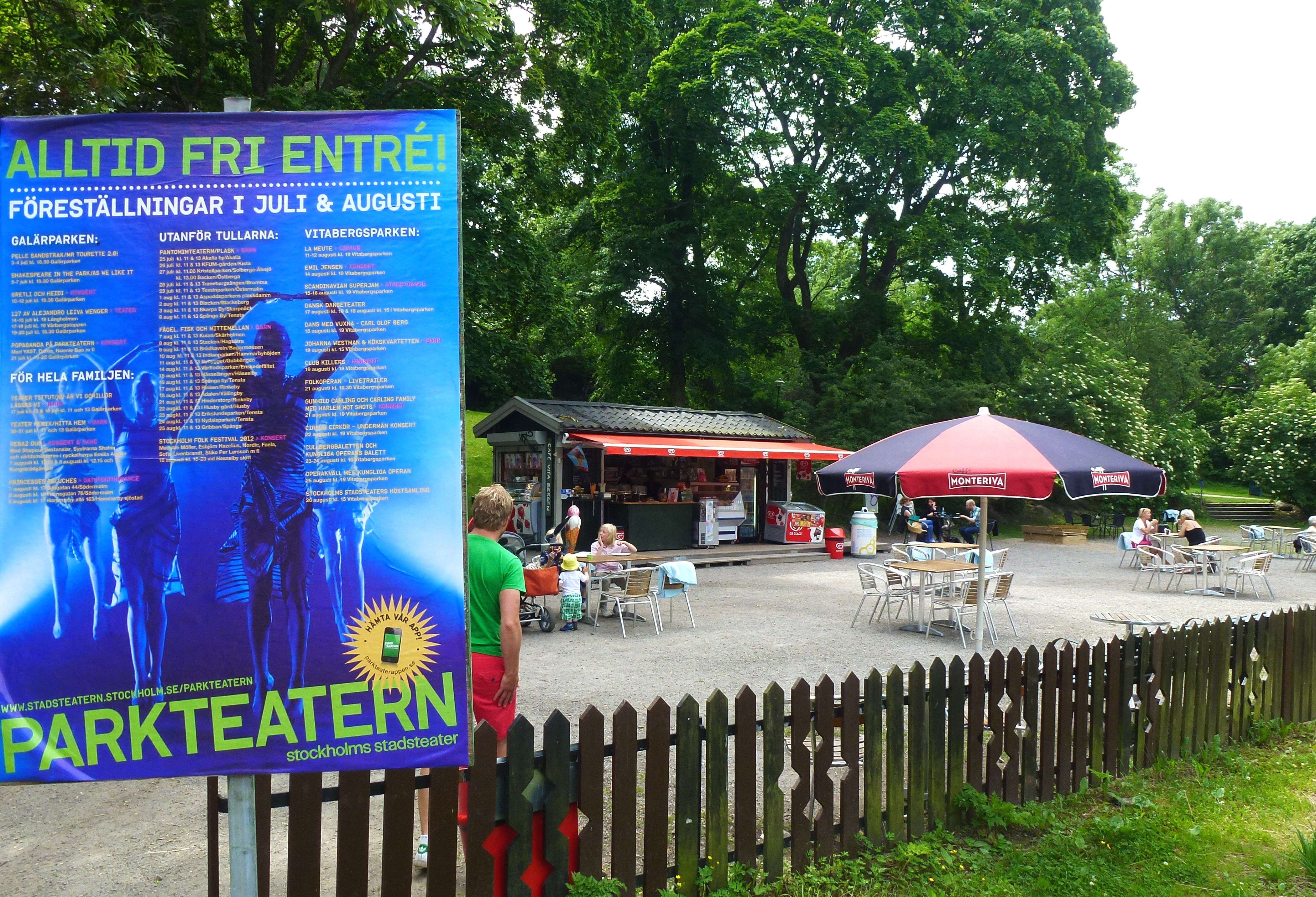
Le café et le friluftsteatern.
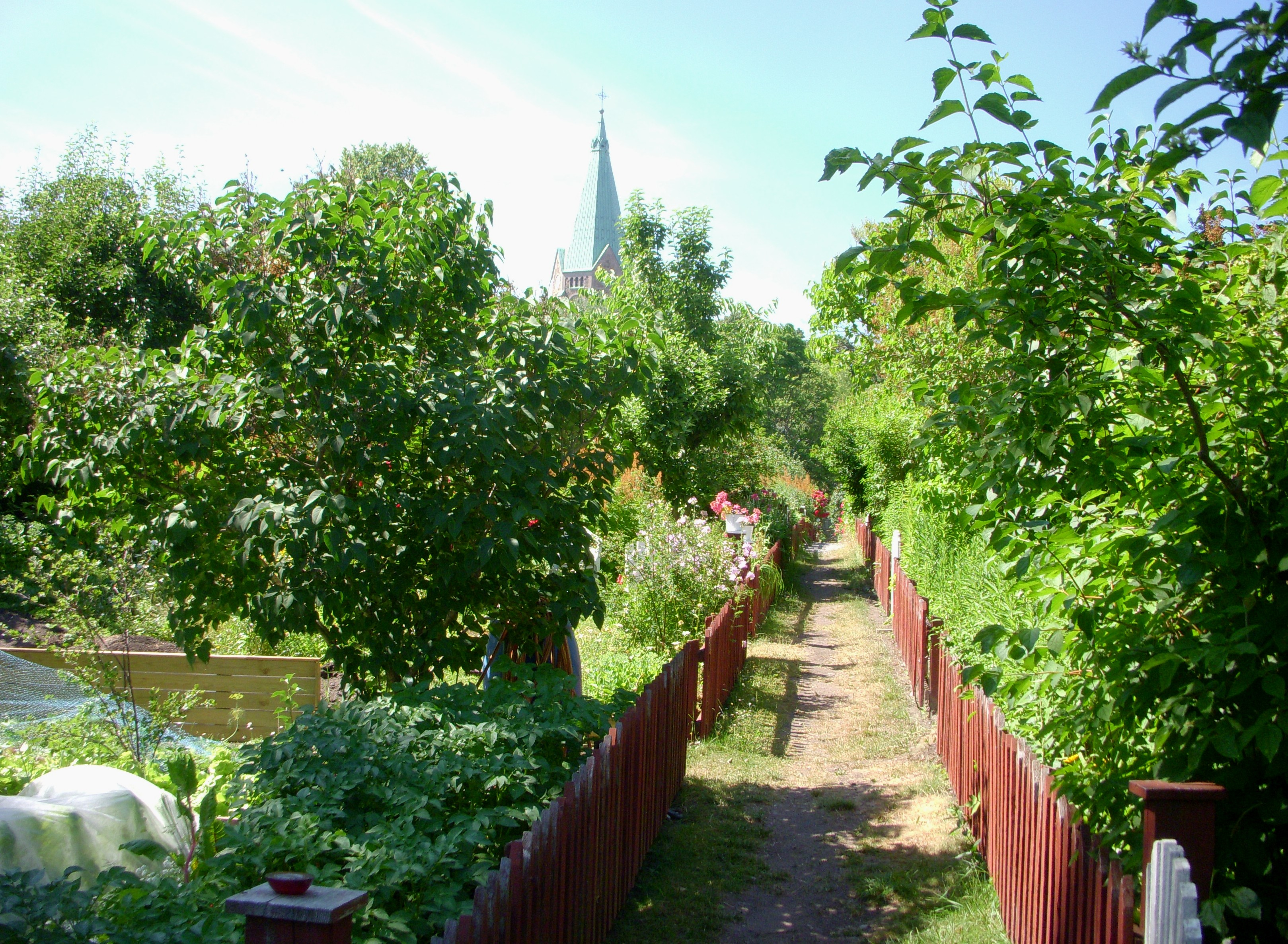
Jardins familiaux de Barnängens
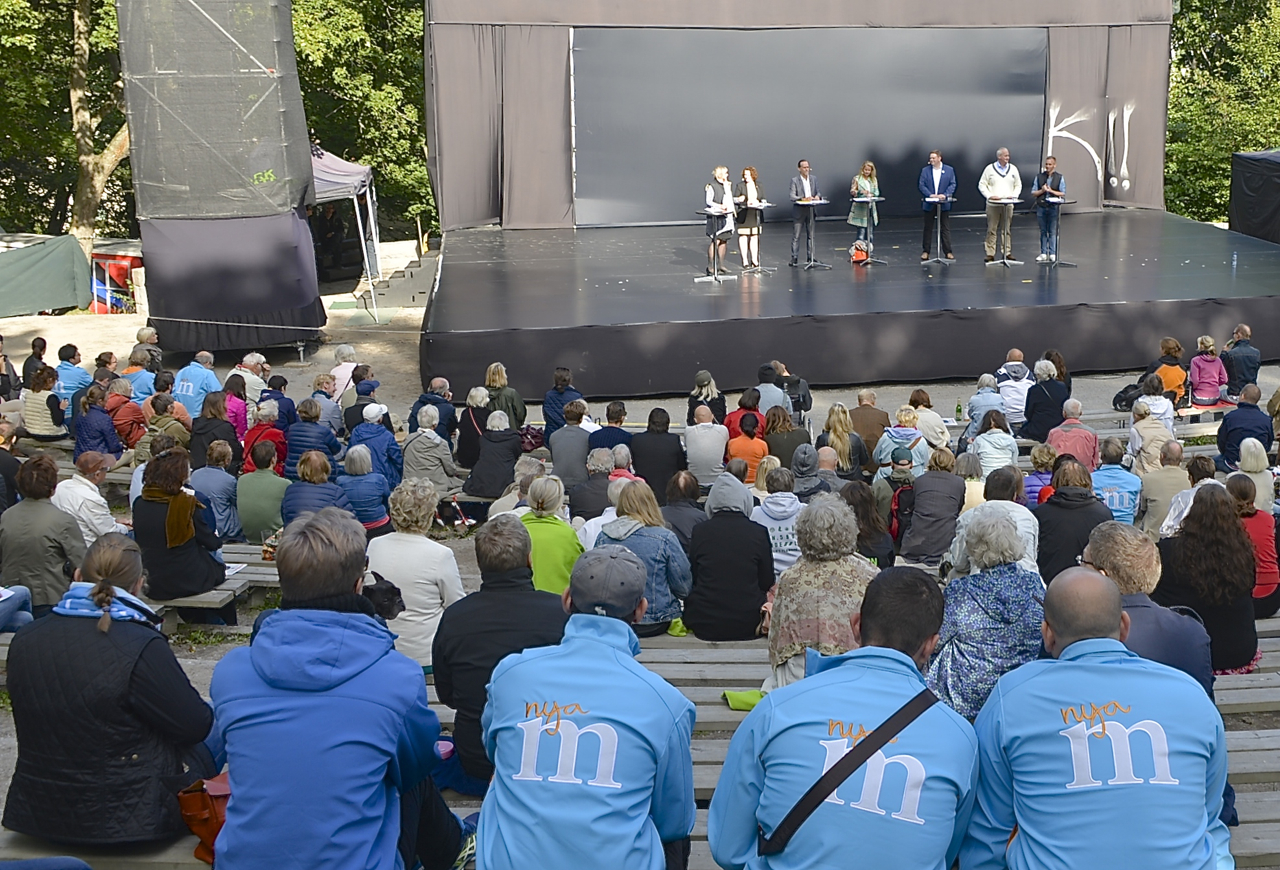
Débat électoral à Vita Bergen en 2014.

Bâtiments
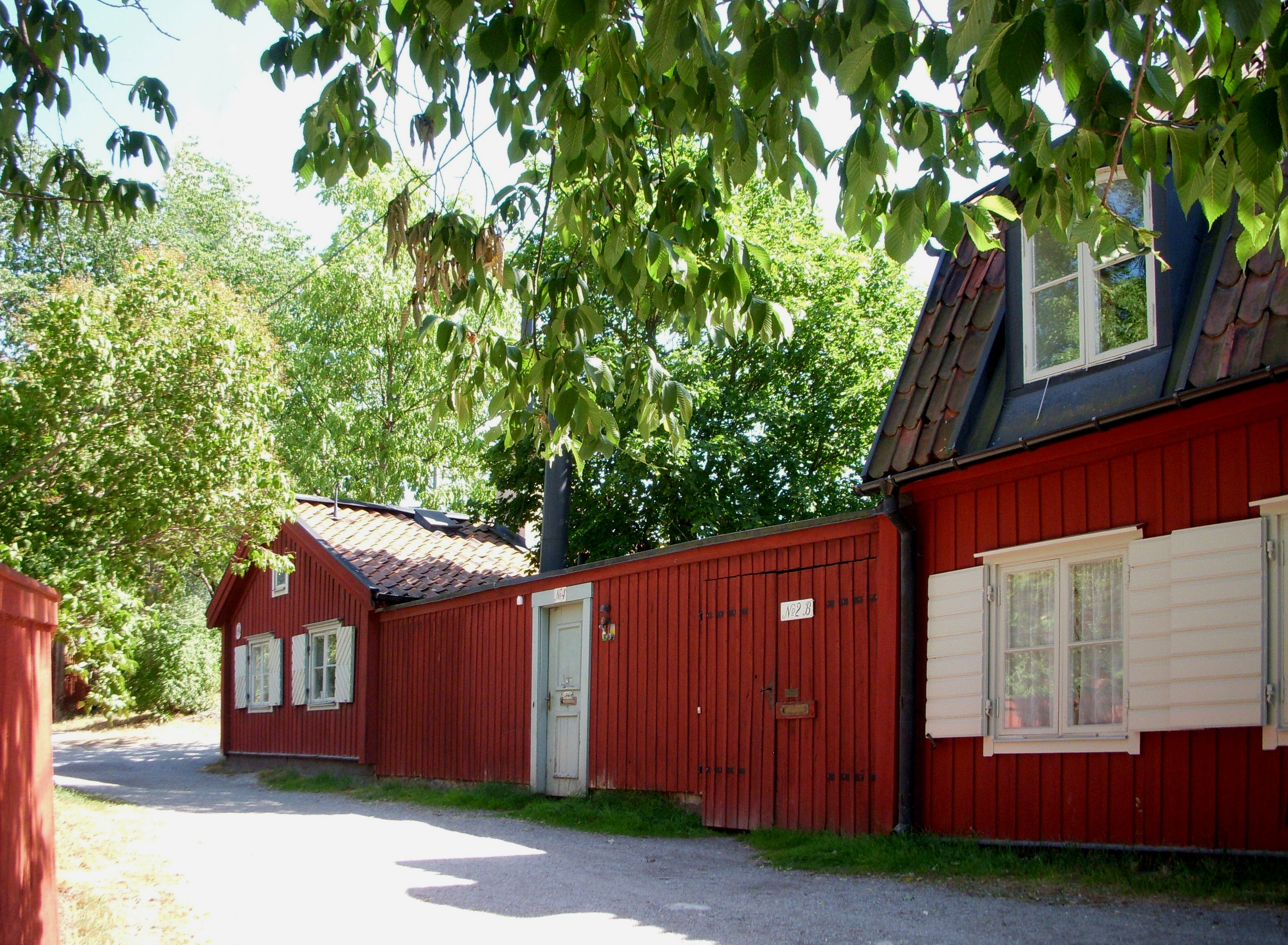
Bâtiments à Bergsprängargränd.
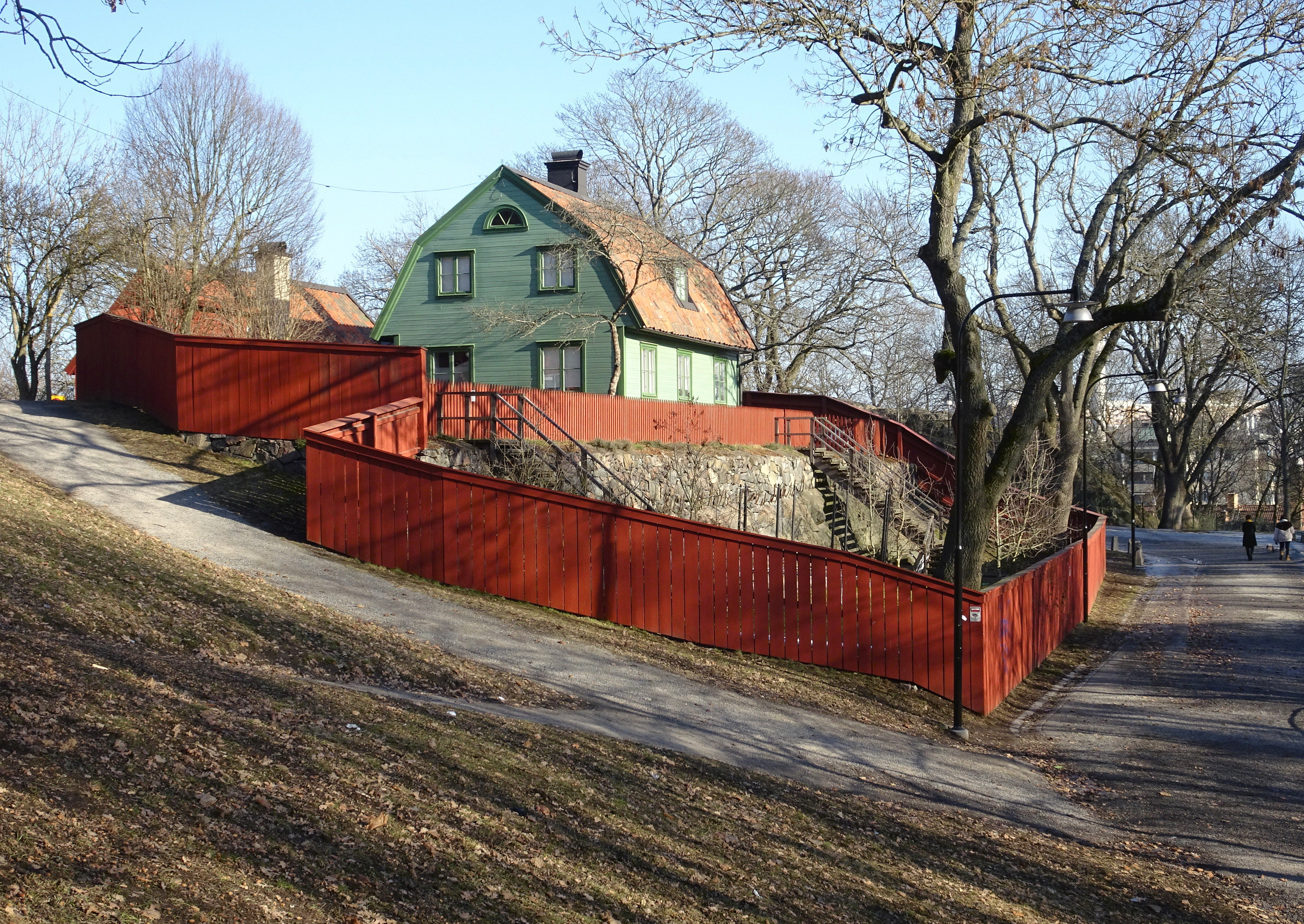
Bâtiment de Stenkolet 2.
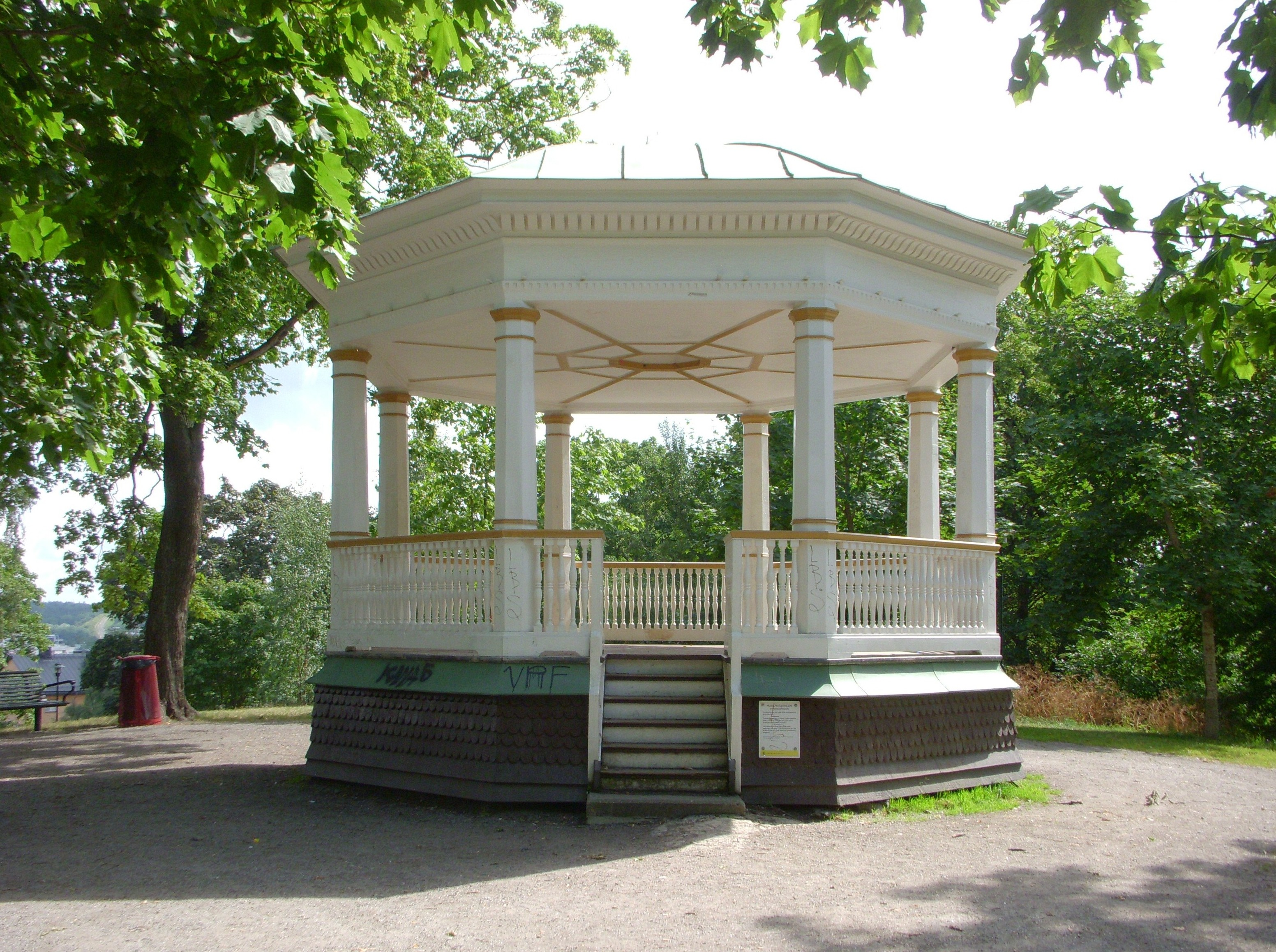
Pavillon de musique de Vita bergen.
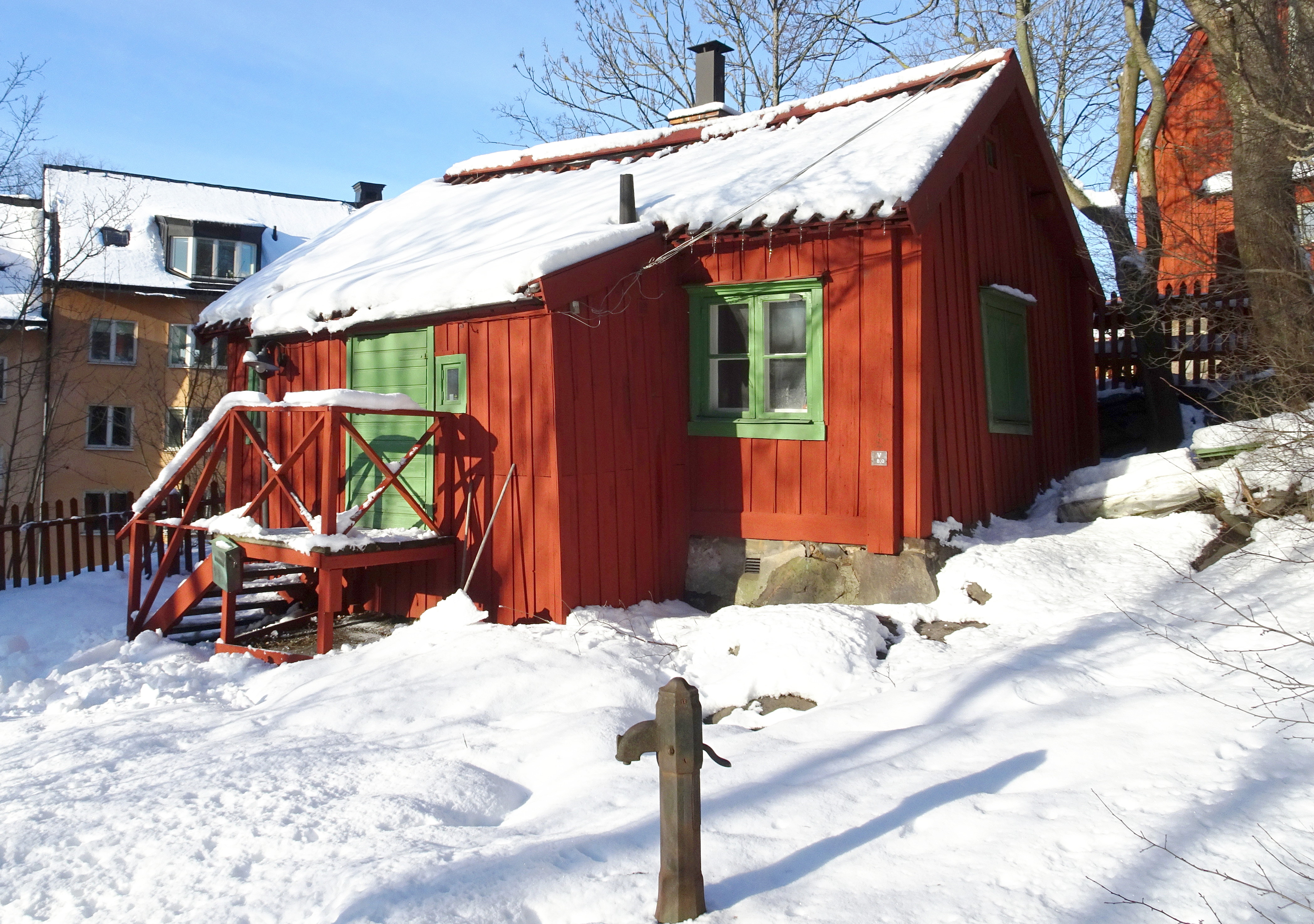
Svenska Ords skrivstuga.